# Harry Goldman
Harry Goldman, född 4 oktober 1954 i Enskede församling i Stockholm, är en tidigare svensk politiker (folkpartist). Han var ordförande i Liberala studentförbundet mellan 1978 och 1980.